# Мор, Рина
Рина Мор (ивр. רינה מור‎, фамилия при рождении Мессингер, מסינגר‎; род. 16 февраля 1956, Ципори, Израиль) — мисс Вселенная 1976 года, израильский адвокат.

## Биография
Рина Мессингер родилась в 1956 году в мошаве Ципори недалеко от Назарета и выросла в Тивоне в семье выходцев из Румынии. Её отец, бывший боевой лётчик Первой эскадрильи ВВС Израиля, получивший ранение в ходе военных действий, был директором гаража сельскохозяйственных машин, а мать — воспитательницей детского сада. У Рины есть двое младших братьев — Ран и Узи. Окончив школу с биологическим уклоном, она поступила на военную службу в ВВС Израиля, где служила инструктором молодёжных курсов. Во время службы Рина снимала квартиру в Тель-Авиве и по вечерам читала лекции по аэродинамике детям из богатых семей.
Соседка семейства Рины в Тивоне каждый год подавала кандидатуру Рины на выборы королевы красоты Израиля, и девушка получила приглашение на первое интервью, когда служила в армии. Она не отнеслась к нему серьёзно, явившись в военной форме и без макияжа, и успела забыть о нём, когда получила приглашение на второй этап конкурса. В это время она была полной застенчивой девушкой, но когда включилась в соревнование всерьёз, то за короткое время благодаря жёсткой самодисциплине похудела на 12 килограммов.

Выиграв титул королевы красоты Израиля, Рина получила право на участие в конкурсе «Мисс Вселенная», проходившем в Гонконге. Она стала второй королевой красоты Израиля, попавшей в финальную пятёрку (за 12 лет до неё этого добилась Ронит Ринат), и первой израильтянкой, кому удалось завоевать титул «Мисс Вселенная». За неделю до проведения конкурса в Гонконге состоялась операция израильских войск по освобождению заложников в Энтеббе (Уганда), и после победы Мор часть средств массовой информации утверждала, что она стала Мисс Вселенная по политическим причинам.
После победы армейское начальство Мор, по её словам, решило, что в качестве Мисс Вселенная она принесёт больше пользы Израилю, чем в качестве служащей ВВС, и она получила освобождение от дальнейшей службы. В течение года Рина официально числилась служащей компании Miss Universe с минимальной зарплатой 150 долларов в неделю, а после передачи титула следующей победительнице конкурса в 1977 году ещё на два года осталась в США. В это время она выступала с лекциями в университетах и на конференциях организации Israel Bonds, а затем вернулась в Израиль.

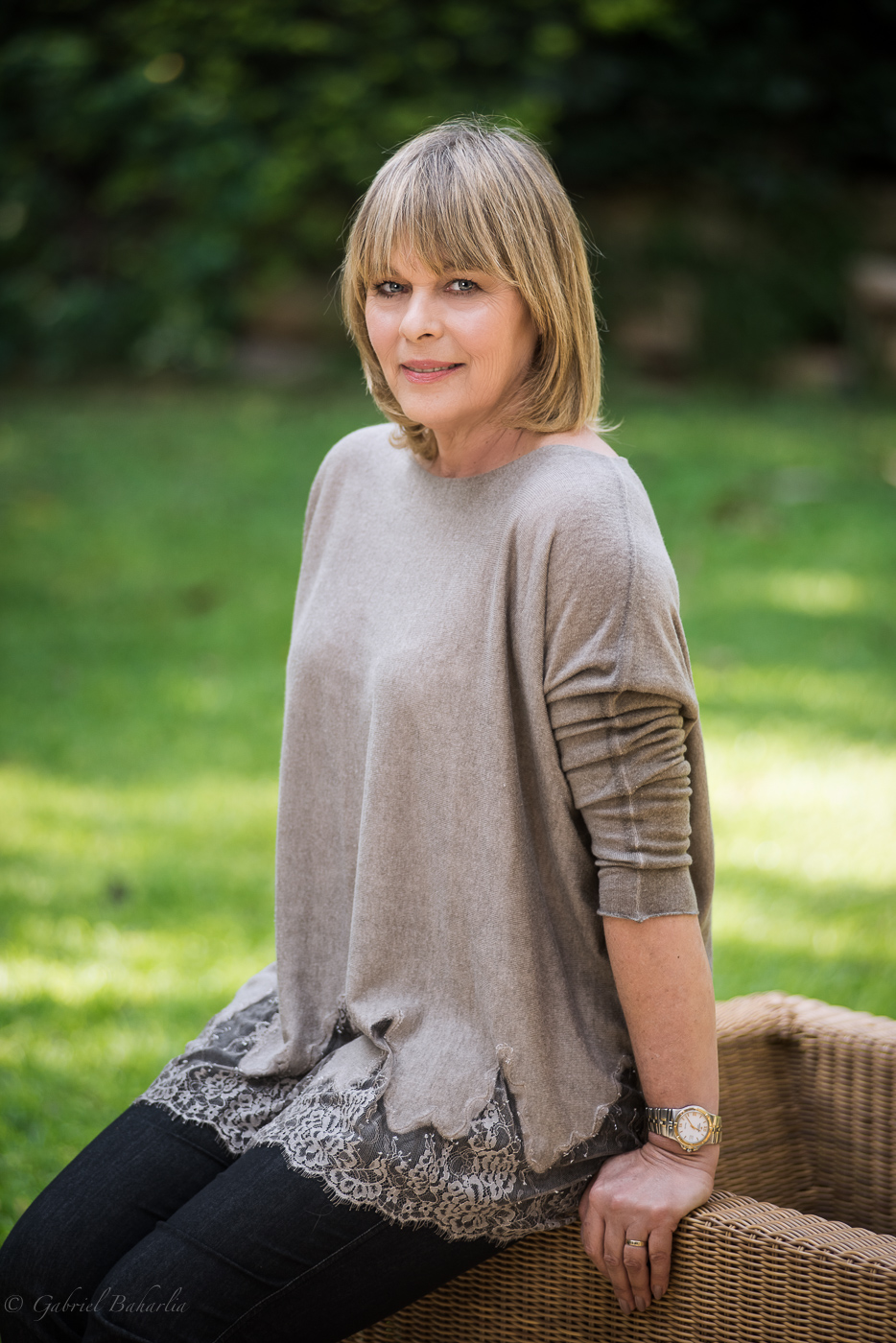
Рина Мор в 2015 году

В Израиле Мор, принципиально отказывавшаяся от работы актрисой или моделью, нашла место в качестве представителя по связям с общественностью отеля «Хилтон». В возрасте 25 лет она вышла замуж за Дорона Годера, позже занявшего пост генерального директора транспортного концерна «ЦИМ». Рина родила Дорону (у него также был сын от первого брака) двух дочерей — Шарону и Даниэлу. К сорока годам она получила степень по юриспруденции в Израиле. В Нидерландах, куда их семья поехала в составе израильской делегации, она получила вторую степень, после чего работала по специальности в рамках Общего рынка. По возвращении в Израиль Мор открыла там адвокатскую практику, а также сотрудничала в качестве добровольца в программе консультативных услуг гражданам мэрии Герцлии.